# Leonel Pérez
Leonel Ulises Pérez (Rafael Castillo, 9 agosto 2004) è un calciatore argentino, centrocampista dell'Huracán.

## Carriera
È cresciuto nel settore giovanile dell'Huracán, con cui ha firmato il primo contratto professionistico il 23 gennaio 2025. Ha debuttato in prima squadra il due giorni dopo nell'incontro pareggiato 1-1 contro il Belgrano.

## Statistiche

### Presenze e reti nei club
Statistiche aggiornate al 19 maggio 2025.
| Stagione        | Squadra         | Campionato      | Campionato | Campionato | Coppe nazionali | Coppe nazionali | Coppe nazionali | Coppe continentali | Coppe continentali | Coppe continentali | Altre coppe | Altre coppe | Altre coppe | Totale | Totale | Totale |
| Stagione        | Squadra         | Comp            | Pres       | Reti       | Comp            | Pres            | Reti            | Comp               | Pres               | Reti               | Comp        | Pres        | Reti        | Pres   | Reti   |        |
| --------------- | --------------- | --------------- | ---------- | ---------- | --------------- | --------------- | --------------- | ------------------ | ------------------ | ------------------ | ----------- | ----------- | ----------- | ------ | ------ | ------ |
| 2025            | Huracán         | PD              | 17         | 0          | CA              | 0               | 0               | CS                 | 5                  | 1                  | -           | -           | -           | 22     | 1      |        |
| Totale carriera | Totale carriera | Totale carriera | 17         | 0          |                 | 0               | 0               |                    | 5                  | 1                  |             | -           | -           | 22     | 1      |        |